# Lia Amanda
Lia Molfesi, née le 2 septembre 1932 à Rome dans la région du Latium en Italie, est une actrice italienne, connue sous le nom de scène de Lia Amanda.

## Biographie
Lia Amanda est la fille de l'acteur italien Mario Molfesi. Elle débute au cinéma à l’âge de dix-huit ans et interprète dans les années 1950 divers rôles au cinéma. Elle débute dans le film Totò cherche un appartement (Totò cerca casa) de Mario Monicelli et Steno ou elle campe le rôle d’Aida, la fille d’un homme sans-abri joué par le célèbre acteur comique Totò et fiancée à un photographe sans le sou incarné par Aroldo Tieri.
Dans le film Histoires interdites (Tre storie proibite), Augusto Genina lui confie l’un des rôles principaux, aux côtés d’Antonella Lualdi et Luciana Vedovelli.
En 1954, elle est Mercédès, l’amour perdu d’Edmond Dantès joué par Jean Marais dans le film Le Comte de Monte-Cristo de Robert Vernay, adapté du roman éponyme d'Alexandre Dumas. La même année, elle est une jeune présentatrice radio qui subit la concurrence d’une belle touriste française en la personne d’Alba Arnova dans le drame sentimental Una donna prega d'Anton Giulio Majano. Elle tourne également pour Franco Rossi (Le Séducteur), Jean Renoir (French Cancan) ou encore Sergio Corbucci (Terre étrangère).
Elle se marie en 1955, s’installe au Brésil et met fin à sa carrière.

## Filmographie
- 1950 : Totò cherche un appartement (Totò cerca casa) de Mario Monicelli et Steno
- 1951 : L'Enfant d'une autre (Cento piccole mamme) de Giulio Morelli
- 1952 : Histoires interdites (Tre storie proibite) d'Augusto Genina
- 1953 : Amanti del passato d'Adelchi Bianchi
- 1953 : Alerte au Sud de Jean Devaivre
- 1954 : Violence sur la plage (Violenza sul lago) de Leonardo Cortese
- 1954 : Le Séducteur (Il seduttore) de Franco Rossi
- 1954 : Una donna prega d'Anton Giulio Majano
- 1954 : Le Comte de Monte-Cristo de Robert Vernay : Mercédès Herrera, la fiancée d'Edmond Dantès
- 1954 : Terre étrangère (Terra straniera) de Sergio Corbucci
- 1955 : French Cancan de Jean Renoir